# Ernst Neef
Ernst Neef (ur. 16 kwietnia 1908 w Dreźnie, zm. 7 lipca 1984 tamże) – niemiecki geograf i nauczyciel akademicki. Wraz z Carlem Trollem oraz Josefem Schmithüsenem jest uważany za jednego z twórców ekologii krajobrazu (geografii krajobrazu, geoekologii).
Ernst Neef w latach 1927–1932 studiował na Uniwersytecie w Innsbrucku i w Heidelbergu geografię, geologię i mineralogię, ale też matematykę i meteorologię. Doktorat na temat rzeźby Lasu Bregenckiego obronił w 1932, habilitował się na Uniwersytecie Technicznym w Dreźnie w 1936 z badań nad geografią rolnictwa Saksonii. Od tego roku zaczął wykładać geografię w Technische Hochschule der Freien Stadt Danzig. Od 1949 z tytułem profesora geografii został dyrektorem Instytutu Geografii na Uniwersytecie w Lipsku. Przejście od metod opisowych w ekologii krajobrazu do podejścia systemowego badającego kompleksowo krajobrazy wyłożył w 1967 w swojej głównej pracy: niem. "Die theoretischen Grundlagen der Landschaftslehre".
Neef był czołowym przedstawicielem ekologii krajobrazu w NRD. Razem z polskimi i czechosłowackimi kolegami rozwijał on geoekologiczny nurt w ekologii krajobrazu. Badał naturę krajobrazu, procesów i interakcji w nim zachodzących wykorzystując zarówno badania terenowe, analizy laboratoryjne, jak i modelowanie matematyczne. Sformułował on trzy aksjomaty geoekologii: aksjomat planetarny, aksjomat krajobrazowy i aksjomat chronologiczny.